# Coulevon
Coulevon är en kommun i departementet Haute-Saône i regionen Bourgogne-Franche-Comté i östra Frankrike. Kommunen ligger i kantonen Vesoul-Est som tillhör arrondissementet Vesoul. År 2022 hade Coulevon 173 invånare.

## Befolkningsutveckling
Antalet invånare i kommunen Coulevon
| Referens: INSEE |